# Râpa Budăi
Râpa Budăi (sau Amplasamentul paleontologic „Râpa Budăi”) este un monument al naturii de tip geologic sau paleontologic în raionul Taraclia, Republica Moldova. Este amplasat la marginea de vest a satului Budăi, pe coasta dreaptă a râului Salcia. Are o suprafață de 5 ha conform legii ariilor protejate, sau 9,62 ha conform unor măsurări mai recente (2016). Obiectul este administrat de Întreprinderea Silvică de Stat Cahul.

## Descriere
Râpa Budăi este remarcabilă din punct de vedere geologic prin aluviunile de Carbalia, aflate la adâncimea de aprox. 10 m și cu o grosime de 6-7 m, atribuite pliocenului inferior. Ele sunt caracterizate de nisipuri de culoare cenușie, în care au fost descoperite resturi scheletice ale unor vertebrate terestre de valoare mare pentru contextul științific al locului: broasca-țestoasă Testudo sp., șarpele Coronela austriaca, maimuța Dolichopithecus cf. ruscinensis, iepurele-cățărător Pliopentalagus moldaviensis (specie nouă), iepurele Trichizolagus dumitrescuae (specie foarte rară pentru pliocenul din Europa), castorul-mic Trogontherium cf. minus, orbetele Nannospalax macoveii, micromamiferele Promimomys moldavicus, Pliomys cf. kowalskii, Odessamys simionescui etc., două specii de mastodonți (Mammut borsoni și Anancus arvernensis), rinocerul Stephanorhinus cf. megarhinus, cămila Paracamelus alexejevi, căpriorul Procapreolus cusanus și alte specii caracteristice Complexului faunistic Moldovian. La baza aluviunilor se află un strat de depozite ponțiene rar întâlnite în Republica Moldova.

## Statut de protecție
Obiectivul a fost luat sub protecția statului prin Hotărîrea Sovietului de Miniștri al RSSM din 8 ianuarie 1975 nr. 5, iar statutul de protecție a fost reconfirmat prin Legea nr. 1538 din 25 februarie 1998 privind fondul ariilor naturale protejate de stat. Deținătorul funciar al monumentului natural era, conform legii din 1998, Întreprinderea Agricolă „Drujba”, dar între timp acesta a trecut la balanța Întreprinderii Silvice de Stat Cahul.
Aflorimentul din râpa Budăi are o valoare paleontologică deosebită datorită speciilor de animale noi și rare descoperite aici aparținând pliocenului Europei. Este un obiect de reper pentru corelări geologice și paleontologice în cadrul pliocnului inferior din Europa.
Conform situației din anul 2016, aria protejată nu are un panou informativ instalat.